# Angaleena Presley
Pour les articles homonymes, voir Presley (homonymie).
Angaleena Loletta McCoy Presley, née le 1er septembre 1976 dans le comté de Martin au Kentucky, est une chanteuse de musique country et une guitariste américaine, membre du groupe Pistol Annies aux côtés de Miranda Lambert et Ashley Monroe.

## Biographie
Angeleena Presley naît le 1er septembre 1976 de Jimmy, mineur, et Cathy Presley, enseignante. Elle passe son enfance à Beauty, une petite localité située dans le comté de Martin, à l'est du Kentucky. Après avoir fréquenté le lycée Sheldon Clark d'Inez, Angaleena Presley fréquente la Eastern Kentucky University.
En 2000, dans le but de commencer une carrière dans la musique country, Presley part s'installer à Nashville, berceau du genre. Là-bas, elle commence une carrière de parolière ayant notamment écrit pour Heidi Newfield. En 2011, elle forme le supergroupe Pistol Annies avec Miranda Lambert et Ashley Monroe. Le trio publie deux albums : Hell on Heels, en 2011, et Annie Up, en 2013, avant de se séparer pour permettre aux trois membres de poursuivre leur carrières solo.
Le 14 octobre 2014, Presley publie son premier album solo intitulé American Middle Class (en).
Le 21 avril 2017, Presley publie son second projet intitulé Wrangled (en).

## Discographie

### Albums studio
- 2014 : American Middle Class
- 2017 : Wrangled